# Mid Dancer
Mid Dancer est un cheval de course est né en France en 2001 et mort en 2018, spécialisé dans les courses hippiques d'obstacle. Élevé par Gaëtan Gilles, il était la propriété de Pegasus Farms Ltd. 
Entraîné par Arnaud Chaillé-Chaillé de 2004 à 2008, il est entraîné par la suite par Christophe Aubert jusqu'en 2013, date de son départ à la retraite. Mid Dancer cumule plus de 3 300 000 € de gains, ce qui en fait le cheval le plus riche de l'histoire des courses d'obstacles en France.

## Histoire

### Premières années
Mid Dancer est né en France en 2001 à Mouliherne, dans l'ouest. Son éleveur, Gaëtan Gilles, le confie à l'entrainement à Marie-Laetitia Mortier qui le forme à Maisons-Laffitte,. Dans ses premières années, il est décrit comme « retors, peureux [et] vindicatif ».

### Carrière de courses

#### Ascension jusqu'au plus haut niveau
Mid Dancer débute victorieusement sa carrière de course en France en 2004 sur les haies de l'hippodrome de Compiègne. Il est alors repéré par Michael Evain, manager pour le propriétaire irlandais Sean Mulryan, qui l’achète. Il part alors à l'entrainement dans le sud-ouest à Royan chez Arnaud Chaillé-Chaillé. Il enchaine ensuite les victoires grâce à Michael Evain le meilleur jockey de sa génération, Mid Dancer restant invaincu sur les obstacles en France, gagnant au passage l'édition 2006 des prix Murat et La Barka ainsi que la Grande Course de Haies d'Auteuil et le prix Georges Courtois en fin de saison. 

#### Saison 2007
Invaincu à 6 ans, Mid Dancer aborde l'année 2007 avec l'objectif de remporter le Grand Steeple-Chase de Paris. Préparé pour cet événement, le cheval qui a gagné en préparatoire le prix Troytown puis le prix Léon Rambaud quelques semaines plus tard, se rend au départ avec le statut de deuxième favori derrière le talentueux Or Noir de Somoza. La course se déroule sans encombre pour Mid Dancer, placé au cœur du peloton par son jockey Cyrille Gombeau. Les chutes d'Or Noir de Somoza puis de Princesse d'Anjou, tenante du titre, montrent une défection des autres favoris et Mid Dancer se montre le seul cheval capable de suivre le leader Lord Carmont ; avant de le dépasser dans la phase finale et de l'emporter. La victoire dans le Grand Steeple-Chase de Paris 2007 de Mid Dancer est historique puisqu'il est le seul cheval à l'avoir remporté en demeurant invaincu. Après son couronnement,le cheval vise le Prix La Haye Jousselin à l'automne. Se préparant pour cet objectif, Mid Dancer perd son invincibilité dans une préparatoire, le prix Carmarthen, ce qui ne l'empêche pas d'être favori d'un prix La Haye-Jousselin qu'il remporte sans grande difficulté malgré une lourde faute à la dernière haie. Mid Dancer termine donc l'année de ses 6 ans en ayant déjà un palmarès unique avec le triplé Grand-Steeple - La Haye-Jousselin - Grande course de Haies d'Auteuil (2006). Ses gains de l'année 2007 s'élèvent à 748 150 euros acquis en quatre victoires et une place.

#### saison 2008
Mid Dancer aborde la saison 2008 avec l'ambition de conserver son titre acquis l'an dernier dans le Grand Steeple-Chase de Paris. Le cheval ne dispute étonnement qu'une course de haie dont il se classe 5ème avant son objectif. Mid Dancer défend donc son titre dans une course emmenée à allure régulière par Lord Carmont. Dans la ligne droite, Mid Dancer ne fournit pas son effort habituel, terminant à une décevante 4e place loin de la gagnante, Princesse d'Anjou. Cependant, la disqualification de Louping d'Ainay pour différence de poids de son jockey lui permet de récupérer la 3e place, une déception quand même. Après cet échec, le cheval doit désormais rester concentré pour défendre son autre titre, le prix La Haye-Jousselin avant de devoir déclarer forfait pour ennuis de santé. Mid Dancer achève donc la campagne de 2008 avec 196 750 euros de gains acquis en 3 places pour 3 courses courues.

#### saison 2009
Mid Dancer revient de blessure au printemps 2009 avec pour objectif de reprendre sa couronne perdue dans le Grand Steeple-Chase de Paris. Le cheval effectue une bonne préparation avec notamment une victoire dans le prix Murat et une autre victoire dans le prix Ingré. L'édition 2009 du Grand-Steeple fournit un lot relevé avec notamment la présence du fougueux Cyrlight,de la tenante du titre Princesse d'Anjou et du meilleur cheval de 6 ans, Remember Rose. La course se déroule sous une chaleur écrasante. Après le distancement de Princesse d'Anjou et la chute de Cyrlight, Mid Dancer livre une lutte épique dans la dernière ligne droite face à Remember Rose. Le crack doit finalement s'avouer vaincu contre Remember Rose et ne récupère pas son titre. Le cheval se présente donc au départ du prix La Haye Jousselin 2009 pour battre cette fois Remember Rose en remportant la course. Bien en course, le cheval ne passe cependant pas le Rail Ditch and Fence, envoyant son jockey par terre. Mid Dancer achève donc la saison 2009 sans avoir récupéré ses titres de l'année 2007 mais parvient cependant à remporter le prix Georges Courtois en fin de saison ce qui porte à un total de 475 300 euros les gains acquis en 3 victoires et 3 places pour 7 courses courues. 

#### saison 2010
Mid Dancer repart en campagne tardivement,faisant l'impasse sur le Grand Steeple-Chase de Paris pour ennuis de santé.Directement orienté vers le prix La Haye-Jousselin,il remporte le prix Héros xii pour sa préparation. De nouveau opposé à Remember Rose,le combat n'a pas lieu tant Remember Rose se montre faible. Cependant, Mid Dancer ne parvient à suivre l'excellent Rubi Ball, leader de sa promotion,et le cheval doit se contenter d'une jolie deuxième place. Dans le prix George Courtois, Mid Dancer termine à nouveau deuxième de l'impressionnant Rubi Ball et cloture l'exercice 2010 avec 1 victoire, 3 places pour 250 240 euros acquis en 4 courses.

#### saison 2011
En 2011, âgé de 10 ans, il effectue une sage rentrée en haies avant de remporter le Prix Ingré et un second Grand Steeple-Chase de Paris en dominant enfin Rubi Ball dans un superbe duel. 4 ans après 2007, Mid Dancer est de nouveau sacré roi du steeple. Mis au repos pendant la saison automnale, il se réserve pour l'an prochain, son âge étant désormais élevé pour un cheval de course. Sa saison 2011 lui rapporte 466 020 euros acquis en seulement 3 sorties.

#### saison 2012, l'incroyable exploit
Mid Dancer entame sa saison 2012 comme l'année précédente par une tranquille rentrée en haies. Sa seconde course de l'année est le Prix Ingré dans lequel il prend la troisième place (dans des conditions pénibles, le terrain étant marécageux du fait de fortes pluies). Mid Dancer se prépare pour un incroyable défi : devenir le troisième cheval de l'histoire à remporter 3 fois le Grand Steeple-Chase de Paris. La tâche s'annonce très compliquée, les partant étant plus nombreux que d'habitude dans un lot de grande qualité avec des chevaux jeunes et très talentueux. Mid Dancer s'élance donc comme outsider et très vite, le rythme de la course est très rapide, Mid Dancer éprouve des difficultés à suivre. Mais après le passage du Rail Ditch and Fence qui voit beaucoup de chevaux tomber, le cheval se rapproche, rattrapant un par un ses adversaires. Il finit par gagner la course au terme d'un sprint l'opposant au valeureux Shannon Rock. Le 20 mai 2012, Mid Dancer remporte pour la troisième fois le Grand Steeple Chase de Paris, ce qui lui permet de rejoindre Hyères III et Katko dans le cercle des triples vainqueurs de l'épreuve. Après ce triomphe, l'entourage du cheval annonce son départ à la retraite, le cheval ayant couru cette année son 5e Grand-Steeple et remporté 414 820 euros cette année. 

#### 2013, le come-back
En 2013, Mid Dancer tente finalement un retour à la compétition, poursuivant le défi de devenir l'unique cheval à remporter 4 fois le Grand Steeple-Chase de Paris. Ses chances sont des plus minces, d'autant que le cheval se montre peu performant dans les courses préparatoires. Il termine à une belle 3ème place, derrière Bel la vie, le favori. L'annonce de son départ à la retraite est faite cette même année et le cheval arrête pour de bon la compétition avec un total de 42 courses courues pour 25 victoires et 16 places. Ses gains s'élèvent à un total de 3 365 930 euros.

## Palmarès
France
- Grand Steeple-Chase de Paris  (2007, 2011 & 2012 )
- Prix La Haye Jousselin  (2007)
- Grande Course de Haies d'Auteuil  (2006)
- Prix Murat  (2006 & 2009)
- Prix Georges Courtois  (2006,2009)
- Prix Léon Rambeau (2007)
- Prix Ingré (2009 & 2011)
- Prix Héros XII (2009 & 2010)
- Prix Troytown (2007)
- Prix Morgex (2005)

## Tableau de bord
- Gains en course: 3 368 717 €[6]
- 25 victoires en 44 courses et 10 années de carrière[6]

## Origines
| Origines de Mid Dancer | Origines de Mid Dancer | Origines de Mid Dancer | Origines de Mid Dancer |
| ---------------------- | ---------------------- | ---------------------- | ---------------------- |
| Père Midyan            | Miswaki                | Mr.Prospector          | Raise a Native         |
| Père Midyan            | Miswaki                | Mr.Prospector          | Gold Digger            |
| Père Midyan            | Miswaki                | Hopespringseternal     | Buckpasser             |
| Père Midyan            | Miswaki                | Hopespringseternal     | Rose Bower             |
| Père Midyan            | Country Dream          | Ribot                  | Tenerani               |
| Père Midyan            | Country Dream          | Ribot                  | Romanella              |
| Père Midyan            | Country Dream          | Equal Venture          | Bold Venture           |
| Père Midyan            | Country Dream          | Equal Venture          | Igual                  |
| Mère Dancer Lady       | Pink                   | Northern Dancer        | Neartic                |
| Mère Dancer Lady       | Pink                   | Northern Dancer        | Natalma                |
| Mère Dancer Lady       | Pink                   | Pink Valley            | Never Bend             |
| Mère Dancer Lady       | Pink                   | Pink Valley            | Green Valley           |
| Mère Dancer Lady       | Tip Lofty              | Tip Moss               | Luthier                |
| Mère Dancer Lady       | Tip Lofty              | Tip Moss               | Top Twig               |
| Mère Dancer Lady       | Tip Lofty              | Little Hampton         | Pan                    |
| Mère Dancer Lady       | Tip Lofty              | Little Hampton         | Blida                  |